# Teucholabis (Teucholabis) mendax
Teucholabis (Teucholabis) mendax is een tweevleugelige uit de familie steltmuggen (Limoniidae). De soort komt voor in het Neotropisch gebied.